# Smite
SMITE — багатокористувацька гра в жанрі MOBA з видом від третьої особи, розроблена компанією Hi-Rez Studios для операційної системи Windows. В якості ігрових персонажів представлені боги з грецької, єгипетської, римської, вавилонської, індуїстської, китайської, японської, скандинавської, кельтської, слов'янської та мезоамериканської міфологій, а також божества з Міфів Ктулху та персонажі з Артуріани. SMITE був анонсований 21 квітня 2011 і з'явився на світ 31 травня 2012 року. 19 серпня 2015 відбувся вихід гри на Xbox One.

## Турніри
Кіберспортивна ліга ESL надає грі активну підтримку. Вже з закритого бета-тестування в грі Smite пройшло кілька турнірів на майданчику ESL з реальним призовим фондом. У січні 2015 року Hi-Rez Studios провели турнір з призовим фондом понад 2,6 млн доларів.

## Боги
Кожен гравець керує героєм-богом з трьома базовими здібностями, однією особливою, однією пасивною. Також кожен бог може на свій вибір придбати до шести пасивних предметів, що дають посилення, і до двох активних предметів, які мають корисні властивості (телепортація, зцілення та ін.).
В даний час гравцям на вибір надається близько 70 героїв. П'ятеро богів відкриті спочатку (не враховуючи випадкових богів тижня), інші персонажі відкриваються за Favor  — очки, які нараховуються гравцеві після кожного зіграного матчу. 
Безкоштовні боги:
1. Нейт
2. Ра
3. Ґуань Юй
4. Тор
5. Імір

## Предмети
У SMITE у предмета є три рівні й з кожним рівнем предмет стає кращим, змінює свої характеристики й ефекти. Сенс поліпшень залишається схожим на систему рецептів з Dota, League of Legends або Heroes of Newerth, однак цей задум, на думку Hi-Rez Studios, є більш дружній стосовно до новачків.

## Режими гри

### Arena
- Карта, що являє собою справжнісіньку арену з активними вболівальниками.
- Дуже динамічна гра, в середньому поєдинок триває понад 15 хвилин.
- Початковий рівень 3.
- Гра починається з 1500 золотих.
- У кожної команди є лічильник, на якому спочатку 500 очок.
- На базах команд з'являються гладіатори, що біжать в портал бази протилежної команди.
- За ворожого гладіатора, що пройшов через портал, команда-власник порталу втрачає 1 очко, за вежу 5 очок.
- За кожного загиблого гравця команда втрачає 5 очок. Завдання полягає в тому, щоб довести ворожий лічильник до позначки в 0 очок.

### Joust 3v3
- Гра двома командами 3 на 3.
- Початковий рівень 3.
- Гра починається з 1500 золотих.
- На карті 1 лінія, на якій 1 башта й 1 фенікс.
- Праворуч і ліворуч знаходяться джунглі з монстрами, що дають Mana Buff, Damage Buff і Attack Speed Buff..

### Conquest normal
- Команди діляться на 5 осіб у кожній, і гравці вибирають бога, за якого вони гратимуть.

- На початку гри гравці вашої й протилежної команди з'являються на своїх базах поруч з титаном. Ці бази розташовані на протилежних один від одного кінцях карти.

- Для того, щоб виграти, вам необхідно знищити ворожого титана, проте, перш ніж ви зможете це зробити, вам необхідно пройти лінії, які будуть захищатися супротивниками.

- З певною періодичністю на кожній з ваших і ворожих ліній будуть з'являтися керовані комп'ютером воїни («поплічники»), вони будуть бігти вперед і атакувати всіх зустрічних ворогів.

- На кожній з трьох ліній розташовано по 2 вежі й фенікс. Фенікс відрізняється від звичайних веж тим, що через певний час після його знищення він знову відроджується з низьким рівнем здоров'я і поступово його регенерує. Якщо знищити ворожого фенікса, то ваші поплічники на цій лінії отримають вогняну зброю і стануть значно сильнішими. Такими вони будуть залишатися до відродження ворожого фенікса.

- Крім ліній, в грі присутній ліс («джунглі»). У джунглях розташовані табори нейтральних монстрів, за вбивство яких можна отримати бафф.

- Після початку гри в лівій або правій частині джунглів (залежно від того, за яку команду вам випало грати) з'являється вогненний велетень. За його убивство всі члени вашої команди отримують дуже суттєвий бафф до регенерації здоров'я, мани, фізичної та магічної шкоди.

- На протилежній стороні від велетня розташоване лігво золотої фурії, за вбивство якої кожному гравцеві з команди нараховується по 300 золотих.

### Assault
- Вибір героїв йде випадковим чином.
- Гра починається з 3000 золотих.
- На карті одна лінія: по дві вежі й одному феніксові.
- Мета: вбити ворожого титана.
- Повертатися на місце відродження для регенерації не можна, ви змушені стояти на лінії до смерті або до перемоги.

### Siege
- Гра двома командами 4 на 4.
- Гра починається з 2000 золотих.
- На карті 2 лінії, на кожній по 2 вежі і феніксові.
- Центр карти зайнятий джунглями, по кожній стороні 2 табори монстрів, що дають Mana Buff і по одному табору Damage Buff і Attack Speed Buff. У центрі джунглів Gold Fury.
- Мета: вбити ворожого титана.
- Знищення монстрів в джунглях дає не тільки бафф, але й особливі Siege Points. По набору 100 Siege Points на стороні  команди яка набрала виходить в бій Siege Juggernaut (щось на зразок облогової вежі з Arena).
- Wild Juggernaut. Вбивство цього монстра миттєво закликає Siege Juggernaut на сторону команди-вбивці. Таким чином, одночасно можуть бути покликані дві Siege Juggernaut — за набір 100 Siege Points і, відразу після набору, за вбивство Gold Fury.
- Будівлі й Titan мають збільшене здоров'я, знищити їх звичайною зброєю набагато важче. Siege Juggernaut ж має бонус до втрат проти будівель.